# 滋野正道
滋野 正道（しげの まさみち、1990年3月13日- ）は、京都府京都市出身の研究者、教員。龍谷大学心理学部所属。ヤマカミ計画主宰。

## 経歴
2012年、佛教大学社会学部公共政策学科卒業。
2015年、株式会社基地計画代表取締役に就任。
2017年、龍谷大学政策学研究科修士課程修了。
2018年、株式会社基地計画の代表取締役を辞任し、執行役員就任。

## 人物
- 父は、同じく龍谷大学で教員を務めており、気象予報士資格を持つ滋野哲秀[3]。
- 所属している龍谷大学では、自身が受け持つ講義のかたわらで「社会とつながる文学部」と称し、文学部と地域社会を繋げるプログラムを主宰している。